# Đội tuyển bóng đá quốc gia Malawi
Đội tuyển bóng đá quốc gia Malawi (tiếng Anh: Malawi national football team) là đội tuyển cấp quốc gia của Malawi do Hiệp hội bóng đá Malawi quản lý.
Trận thi đấu quốc tế đầu tiên của đội tuyển Malawi là trận gặp đội tuyển Ghana vào năm 1962. Thành tích tốt nhất của đội cho đến nay là lọt vào vòng 2 của CAN 2021 tấm huy chương đồng của đại hội Thể thao toàn Phi 1987.

## Danh hiệu
- Vô địch Cúp COSAFA: 0

Á quân: 2002; 2003
Hạng ba: 2001
- Vô địch Cúp CECAFA: 4

Vô địch: 1978, 1979, 1982, 1988
Á quân: 1975, 1984, 1987, 1989
Hạng ba: 1976; 1977; 1985
- Bóng đá nam tại African Games:

 1987

## Thành tích tại các giải đấu

### Giải vô địch thế giới
- 1930 đến 1974 - Không tham dự
- 1978 đến 1990 - Không vượt qua vòng loại
- 1994 - Bỏ cuộc từ vòng loại
- 1998 đến 2022 - Không vượt qua vòng loại

### Cúp bóng đá châu Phi
Malawi đã 3 lần tham dự vòng chung kết Cúp bóng đá châu Phi, trong đó thành tích cao nhất là lọt vào vòng 16 đội.
| Cúp bóng đá châu Phi | Cúp bóng đá châu Phi | Cúp bóng đá châu Phi | Cúp bóng đá châu Phi | Cúp bóng đá châu Phi | Cúp bóng đá châu Phi | Cúp bóng đá châu Phi | Cúp bóng đá châu Phi | Cúp bóng đá châu Phi | Cúp bóng đá châu Phi |
| Vòng chung kết: 3    | Vòng chung kết: 3    | Vòng chung kết: 3    | Vòng chung kết: 3    | Vòng chung kết: 3    | Vòng chung kết: 3    | Vòng chung kết: 3    | Vòng chung kết: 3    | Vòng chung kết: 3    | Vòng chung kết: 3    |
| Năm                  | Thành tích           | Thứ hạng1            | Số trận              | Thắng                | Hòa2                 | Thua                 | Bàn thắng            | Bàn thua             |                      |
| -------------------- | -------------------- | -------------------- | -------------------- | -------------------- | -------------------- | -------------------- | -------------------- | -------------------- | -------------------- |
| 1957 đến 1974        | Không tham dự        | Không tham dự        | Không tham dự        | Không tham dự        | Không tham dự        | Không tham dự        | Không tham dự        | Không tham dự        |                      |
| 1976 đến 1978        | Vòng loại            | Vòng loại            | Vòng loại            | Vòng loại            | Vòng loại            | Vòng loại            | Vòng loại            | Vòng loại            |                      |
| 1980                 | Không tham dự        | Không tham dự        | Không tham dự        | Không tham dự        | Không tham dự        | Không tham dự        | Không tham dự        | Không tham dự        |                      |
| 1982                 | Vòng loại            | Vòng loại            | Vòng loại            | Vòng loại            | Vòng loại            | Vòng loại            | Vòng loại            | Vòng loại            |                      |
| 1984                 | Vòng 1               | 7 / 8                | 3                    | 0                    | 1                    | 2                    | 2                    | 6                    |                      |
| 1986                 | Không tham dự        | Không tham dự        | Không tham dự        | Không tham dự        | Không tham dự        | Không tham dự        | Không tham dự        | Không tham dự        |                      |
| 1988                 | Vòng loại            | Vòng loại            | Vòng loại            | Vòng loại            | Vòng loại            | Vòng loại            | Vòng loại            | Vòng loại            |                      |
| 1990                 | Không tham dự        | Không tham dự        | Không tham dự        | Không tham dự        | Không tham dự        | Không tham dự        | Không tham dự        | Không tham dự        |                      |
| 1992 đến 2008        | Vòng loại            | Vòng loại            | Vòng loại            | Vòng loại            | Vòng loại            | Vòng loại            | Vòng loại            | Vòng loại            |                      |
| 2010                 | Vòng 1               | 12 / 15              | 3                    | 1                    | 0                    | 2                    | 4                    | 5                    |                      |
| 2012 đến 2019        | Vòng loại            | Vòng loại            | Vòng loại            | Vòng loại            | Vòng loại            | Vòng loại            | Vòng loại            | Vòng loại            |                      |
| 2021                 | Vòng 2               | 13 / 24              | 4                    | 1                    | 1                    | 2                    | 3                    | 4                    |                      |
| 2023                 | Vòng loại            | Vòng loại            | Vòng loại            | Vòng loại            | Vòng loại            | Vòng loại            | Vòng loại            | Vòng loại            |                      |
| 2025                 | Chưa xác định        | Chưa xác định        | Chưa xác định        | Chưa xác định        | Chưa xác định        | Chưa xác định        | Chưa xác định        | Chưa xác định        |                      |
| 2027                 | Chưa xác định        | Chưa xác định        | Chưa xác định        | Chưa xác định        | Chưa xác định        | Chưa xác định        | Chưa xác định        | Chưa xác định        |                      |
| Tổng cộng            | 1 lần vòng 2         | 1 lần vòng 2         | 10                   | 2                    | 2                    | 6                    | 9                    | 15                   |                      |

- ^1 Thứ hạng ngoài bốn hạng đầu (không chính thức) dựa trên so sánh thành tích giữa những đội tuyển vào cùng vòng đấu
- ^2 Tính cả những trận hoà ở vòng đấu loại trực tiếp phải giải quyết bằng sút luân lưu
- ^3 Do đặc thù châu Phi, có những lúc tình hình chính trị hoặc kinh tế quốc gia bất ổn nên các đội bóng bỏ cuộc. Những trường hợp không ghi chú thêm là bỏ cuộc ở vòng loại

### Đại hội Thể thao châu Phi
- (Nội dung thi đấu dành cho cấp đội tuyển quốc gia cho đến kỳ Đại hội năm 1987)

| Năm       | Thành tích | Số trận                  | Thắng                    | Hòa                      | Thua                     | Bàn thắng                | Bàn thua                 |
| --------- | ---------- | ------------------------ | ------------------------ | ------------------------ | ------------------------ | ------------------------ | ------------------------ |
| 1965-1973 | -          | Không vượt qua vòng loại | Không vượt qua vòng loại | Không vượt qua vòng loại | Không vượt qua vòng loại | Không vượt qua vòng loại | Không vượt qua vòng loại |
| 1978      | 4th        | 5                        | 0                        | 0                        | 5                        | 2                        | 11                       |
| 1987      | 3rd        | 5                        | 3                        | 1                        | 1                        | 8                        | 4                        |
| Tổng cộng | 2/4        | 10                       | 3                        | 1                        | 6                        | 10                       | 15                       |

## Đội hình
Đội hình dưới đây được triệu tập tham dự CAN 2021.
Số liệu thống kê tính đến ngày 25 tháng 1 năm 2022.
| Số | VT | Cầu thủ           | Ngày sinh (tuổi)  | Trận | Bàn | Câu lạc bộ           |
| -- | -- | ----------------- | ----------------- | ---- | --- | -------------------- |
| 16 | TM | Ernest Kakhobwe   | 26 tháng 6, 1993  | 27   | 0   | Big Bullets          |
| 23 | TM | William Thole     | 2 tháng 10, 1998  | 5    | 0   | Mighty Wanderers     |
| 1  | TM | Charles Thomu     | 24 tháng 1, 1999  | 2    | 0   | Silver Strikers      |
|    |    |                   |                   |      |     |                      |
| 2  | HV | Stanley Sanudi    | 2 tháng 2, 1995   | 67   | 0   | Mighty Wanderers     |
| 19 | HV | Limbikani Mzava   | 12 tháng 11, 1993 | 64   | 2   | AmaZulu              |
| 4  | HV | Peter Cholopi     | 19 tháng 8, 1996  | 30   | 0   | Mighty Wanderers     |
| 5  | HV | Dennis Chembezi   | 15 tháng 1, 1997  | 30   | 0   | Polokwane City       |
| 6  | HV | Gomezgani Chirwa  | 25 tháng 9, 1996  | 19   | 0   | Big Bullets          |
| 12 | HV | Mark Fodya        | 22 tháng 12, 1997 | 5    | 0   | Silver Strikers      |
| 15 | HV | Lawrence Chaziya  | 19 tháng 8, 1998  | 4    | 0   | Civil Service United |
|    |    |                   |                   |      |     |                      |
| 17 | TV | John Banda        | 6 tháng 2, 1992   | 80   | 7   | Songo                |
| 7  | TV | Micium Mhone      | 19 tháng 1, 1992  | 50   | 4   | Blue Eagles          |
| 21 | TV | Chikoti Chirwa    | 9 tháng 3, 1992   | 29   | 2   | Kamuzu Barracks      |
| 8  | TV | Chimwemwe Idana   | 7 tháng 9, 1998   | 31   | 0   | Big Bullets          |
| 3  | TV | Charles Petro     | 8 tháng 2, 2001   | 25   | 0   | Sheriff Tiraspol     |
|    |    |                   |                   |      |     |                      |
| 11 | TĐ | Gabadinho Mhango  | 27 tháng 9, 1992  | 61   | 15  | Orlando Pirates      |
| 14 | TĐ | Robin Ngalande    | 2 tháng 11, 1992  | 46   | 2   | Saint George         |
| 9  | TĐ | Richard Mbulu     | 25 tháng 1, 1994  | 38   | 5   | Baroka               |
| 20 | TĐ | Yamikani Chester  | 20 tháng 12, 1994 | 32   | 0   | Mighty Wanderers     |
| 22 | TĐ | Khuda Muyaba      | 26 tháng 12, 1993 | 22   | 4   | Polokwane City       |
| 13 | TĐ | Peter Banda       | 22 tháng 9, 2000  | 18   | 0   | Simba                |
| 10 | TĐ | Francisco Madinga | 11 tháng 2, 2000  | 11   | 0   | Dila Gori            |
| 18 | TĐ | Zebron Kalima     | 13 tháng 5, 2002  | 2    | 0   | Silver Strikers      |

### Triệu tập gần đây
Các cầu thủ dưới đây được triệu tập trong vòng 12 tháng.
| Vt | Cầu thủ              | Ngày sinh (tuổi)  | Số trận | Bt | Câu lạc bộ        | Lần cuối triệu tập               |
| -- | -------------------- | ----------------- | ------- | -- | ----------------- | -------------------------------- |
| TM | Brighton Munthali    | 11 tháng 12, 1997 | 21      | 0  | Silver Strikers   | 2021 Africa Cup of Nations RES   |
|    |                      |                   |         |    |                   |                                  |
| HV | Paul Ndhlovu         | 18 tháng 2, 1992  | 1       | 0  | MAFCO             | 2021 Africa Cup of Nations RES   |
| HV | Norchard Chimbalanga |                   | 0       | 0  | MAFCO             | 2021 Africa Cup of Nations RES   |
| HV | Francis Mulimbika    | 27 tháng 3, 1993  | 31      | 0  | Mighty Wanderers  | vs. Mozambique, 16 November 2021 |
| HV | Nickson Mwase        | 20 tháng 2, 1997  | 2       | 0  | Silver Strikers   | vs. Mozambique, 16 November 2021 |
| HV | Nickson Nyasulu      | 3 tháng 3, 1998   | 4       | 0  | Mighty Wanderers  | vs. Mozambique, 7 September 2021 |
| HV | Precious Sambani     | 21 tháng 5, 1998  | 24      | 1  | Big Bullets       | vs. Tanzania, 13 June 2021       |
| HV | Kieran Ngwenya       | 25 tháng 9, 2002  | 2       | 0  | Aberdeen          | vs. Tanzania, 13 June 2021       |
|    |                      |                   |         |    |                   |                                  |
| TV | Gerald Phiri Jr.     | 8 tháng 6, 1993   | 45      | 11 | Baroka            | 2021 Africa Cup of Nations RES   |
| TV | Tawonga Chimodzi     | 26 tháng 8, 1988  | 21      | 0  | Omonia Aradippou  | vs. Mozambique, 16 November 2021 |
| TV | Mike Mkwate          | 12 tháng 5, 1988  | 7       | 0  | Polokwane City    | vs. Mozambique, 16 November 2021 |
| TV | Duncan Nyoni         | 18 tháng 5, 1998  | 7       | 0  | Silver Strikers   | vs. Bờ Biển Ngà, 11 October 2021 |
| TV | Vitumbiko Kumwenda   | 23 tháng 9, 1998  | 1       | 0  | Blue Eeagles      | 2021 COSAFA Cup                  |
| TV | Dan Kumwenda         | 17 tháng 5, 1997  | 0       | 0  | Mighty Wanderers  | 2021 COSAFA Cup                  |
| TV | Chimango Kayira      | 28 tháng 9, 1993  | 68      | 0  | Big Bullets       | vs. Tanzania, 13 June 2021       |
| TV | Rafiq Namwera        | 30 tháng 10, 1991 | 15      | 0  | Mighty Wanderers  | vs. Tanzania, 13 June 2021       |
| TV | Patrick Banda        | 1 tháng 6, 1996   | 0       | 0  | Ekwendeni Hammers | vs. Uganda, 29 March 2021        |
|    |                      |                   |         |    |                   |                                  |
| TĐ | Stain Davie          | 23 tháng 9, 1997  | 0       | 0  | Silver Strikers   | 2021 Africa Cup of Nations RES   |
| TĐ | Hassan Kajoke        | 7 tháng 12, 1997  | 6       | 2  | Big Bullets       | vs. Mozambique, 16 November 2021 |
| TĐ | Lloyd Njaliwa        | 24 tháng 5, 1998  | 0       | 0  | Moyale Barracks   | vs. Mozambique, 16 November 2021 |
| TĐ | Vincent Nyangulu     | 4 tháng 7, 1995   | 4       | 0  | Mighty Wanderers  | vs. Bờ Biển Ngà, 11 October 2021 |
| TĐ | Schumacher Kuwali    | 27 tháng 6, 1996  | 10      | 0  | Songo             | vs. Uganda, 29 March 2021        |